# Кічуга
Кі́чуга (рос. Кичуга) — селище у складі Великоустюзького району Вологодської області, Росія. Входить до складу Опоцького сільського поселення.

## Населення
Населення — 32 особи (2010; 35 у 2002).
Національний склад (станом на 2002 рік):
- росіяни — 94 %